# Heinz Rafoth
Heinz Rafoth (* 6. Januar 1923 in Putzar) ist ein deutscher Oberst a. D. der Bundeswehr. Er war Mitarbeiter des Bundesnachrichtendiensts (BND) mit dem Decknamen Dr. Raster und ist neben Hugo Broch einer der letzten beiden lebenden Träger des Ritterkreuz des Eisernen Kreuzes.

## Leben
Heinz Rafoth erhielt am 20. April 1945 als Leutnant und Führer der 2. Kompanie des Grenadier-Regiments 48 bei der 12. Volksgrenadier-Division das Ritterkreuz des Eisernen Kreuzes verliehen.
1952 promovierte er an der Universität Gießen mit dem landwirtschaftlichen Thema Die Eingliederung der Flüchtlinge in den westdeutschen Raum, ergänzt durch spezielle Untersuchungen in zwei hessischen Landgemeinden.
Rafoth wurde in die Bundeswehr aufgenommen und kam zum BND nach Bonn.
Als Anfang Dezember 1969 die Personalunterlagen des später enttarnten Spions Günter Guillaume standardmäßig beim Sicherheitsreferenten des Kanzleramtes, Ministerialdirigent Franz Schlichter, eingegangen war, forderte dieser auch eine Personenüberprüfung durch den BND an. Am 17. Dezember 1969 übergab Rafoth als stellvertretender Leiter des Bonner Büros die Erkenntnisse des BNDs an Schlichter. Am nächsten Tag rief Schlichter bei Rafoth an, um die Güte der Informationsquelle zu erfragen. Rafoth leitete die Anfrage nach Pullach weiter. Dort dokumentierte Regierungsdirektor Heinz Hagemann nach einer Überprüfung die Zuverlässigkeit der Quelle. Wieder ein Tag später kontaktierte Schlichter den Vorgesetzten Rafoths, Brigadegeneral Klaus Eschenburg, welcher erneut die Anfrage nach Pullach schickte. Diese wurde abermals durch Hagemann bearbeitet und letztendlich von ihm ohne Antwort an Schlichter abgelegt. Guillaume konnte seine Tätigkeiten fortsetzen.
Der Spiegel berichtete über eine Unterredung im Herbst 1977 mit dem Referatsleiters „Ermittlungen in Sonderfällen“ (ES), Ministerialrat Fritz-Josef Rath, in dessen Dienstzimmer in Bad Godesberg. Es wurde sich über die Möglichkeit ausgetauscht, ob deutsche Leopard-Panzer über Italien nach Afrika gelangt sein könnten. Nach dem Gespräch fragte Rafoth, ob Rath die Abhöranlage in seinem Zimmer bekannt sei. 1966 war durch den ehemaligen Leiter der ES, Ministerialrat Karl-Helmut Schnell, durch Mitarbeiter des MADs eine Abhöranlage eingebaut worden. Dieses hatte wohl nicht wie gewünscht funktioniert, sodass der BND ein Mikrophon unter der Tapete installierte. Als ein Jahr später das Mitschneiden von Gesprächen ohne Einwilligung verboten wurde, wurde nur die Anlage des MADs abgebaut, was Rath auch wusste. Das Mikrophon unter der Tapete sollte weiterhin vorhanden sein, so Rafoth zu Rath. Beide versuchten das Mikrophon zu finden, konnten aber trotz intensiver Suche nicht finden. Erst 1976 im Zuge der Starfighter-Affäre und nachdem bereits eine Routinekontrolle 1970 ohne Befund geblieben war, wurde das Mikrophon unter der Tapete gefunden. Nach Bekanntwerden der Abhöranlage forderte 1978 die Neue Berliner Illustrierte gegen den „Spionageexperte gegen die DDR“ Rafoth ein Ermittlungsverfahren.
Von 1978 bis März 1982 war er BND-Verbindungsreferent in Bonn.
Durch seine Funktion wurde er u. a. 1968 neben seinem Chef Eschenburg explizit in einem geheimen Bericht des Department of Defense genannt, tauchte auch später in mittlerweile freigegebenen Geheimdienstunterlagen der USA auf und sagte 1975 als Zeuge vor dem Untersuchungsausschuss zum Fall Guillaume aus, welche ähnliche Informationen, wie bereits 1969 hervorbrachte.
Rafoth lebt in Margetshöchheim.